# Он (приповетка)
„Он” (енгл. He) је приповетка америчког писца Хауарда Филипса Лавкрафта, написана у августу 1925. и објављивана у септембру 1926. у часопису Weird Tales.

## Радња
Анонимни приповедач се преселио из Нове Енглеске у Њујорк и веома се каје због тога. Једне ноћи, док лута историјским делом Гринич Вилиџа, наилази на човека обученог у одећу из 18. века. Човек се нуди да приповедачу покаже тајне града.
Човек доводи приповедача у свој дом. Тамо му прича причу о властелину који се ценкао са америчким староседеоцима за тајне њихових ритуала у вези са временом и простором, које су се практиковали на земљи где се он недавно настанио. Након што је сазнао ове тајне, властелин је убио староседеоце дајући им „монструозно лош рум”. У року од недељу дана сви су били мртви, а само он је поседовао њихово тајно знање. Човек приказује приповедачу визије прошлости и будућности града толико застрашујуће да овај почиње махнито да вришти. Крици подстичу духове староседеоца да се освете човеку, који је исти властелин из 1768. године.

## Инспирација
Приповетка је написана након ауторовог целоноћног обиласка остатака старог Њујорка; до 7 ујутру следећег јутра, Лавкрафт је трајектом стигао у Елизабет, Њу Џерзи, где је написао причу у Елизабет Скот парку.
Лавкрафт се преселио у Њујорк у марту 1924. због свог краткотрајног брака са Соњом Грин. Вратио се у Провиденс у априлу 1926, пошто је развио потпуну аверзију према Њујорку. Верује се да су почетни параграфи ове приповетке аутобиографски и да изражавају Лавкрафтова осећања према овом граду:
Мој долазак у Њујорк био је грешка; јер сам тражио дирљиво чудо и инспирацију у препуним лавиринтима древних улица које се бесконачно вијугају од заборављених дворова, тргова и обала до дворова и тргова и обала које су подједнако заборављене, и у киклопским модерним кулама и врховима који се уздижу црно вавилонски под опадањем месеца, а уместо тога нашао сам само осећај ужаса и угњетавања који је претио да ме овлада, паралише и уништи.
Лавкрафтово гађење према Њујорку у великој мери потиче од његових расистичких ставова, који се такође одражавају у приповедаче ове приповетке:
Гомиле људи које су кипеле улицама налик на реке били су бескућни, црнпурасти странци очврслих лица и уских очију, оштроумни странци без снова и без сродства са сопственим призорима, који никада не би могли значити ништа плавооком човеку старог народа, са љубављу према лепим зеленим стазама и белим сеоским звоницима Нове Енглеске у срцу.
Суд у Улици Пери у Гринич Вилиџу заправо постоји; Лавкрафт је о његовом постојању сазнао у чланку New York Evening Post-а од 29. августа 1924. године. Странчева кућа је заснована на вили у блоку омеђеном улицама Пери, Бликер, Чарлс и Западне четврте, изграђена још 1744. и срушена 1865. године.
Предложени књижевни модел за ову приповетку су Хронике Родригеза лорда Дансенија, у којима чаробњак приказује визије прошлих и будућих ратова.